# Iván Candela
Iván Menéndez Candela (Avilés, España, 13 de septiembre de 1978) es un exfutbolista español. Jugaba como lateral izquierdo y su último club fue el Real Oviedo de la Segunda División B de España.

## Trayectoria
Iván Candela atesoró una gran experiencia en la Segunda División B tras 12 temporadas en dicha categoría en equipos como el Zamora CF, Granada CF o Gimnástica de Torrelavega. Además, en la temporada 09/10 logró el ascenso a la Liga Adelante con la SD Ponferradina. En total, Iván disputó más de 300 partidos en la categoría de bronce del fútbol español.
Destacó por su seguridad defensiva y buen dominio en el juego aéreo. 
El exdefensa del Real Oviedo Iván Candela abandonó la práctica del fútbol el 3 de agosto de 2012 porque las lesiones le impedían estar al nivel que se le exigía, pero sigue vinculado como técnico a la entidad azul.

## Clubes
| Club                            | País   | División           | Años      | Partidos  | Goles     |
| ------------------------------- | ------ | ------------------ | --------- | --------- | --------- |
| Club Hispano de Castrillón      | España | Tercera División   | 1996-1997 | sin datos | sin datos |
| C. D. San Martín                | España | Tercera División   | 1997-1998 | sin datos | sin datos |
| Real Avilés Industrial C. F.    | España | Segunda División B | 1997-1998 | 28        | 2         |
| Zamora C. F.                    | España | Tercera División   | 1998-1999 | 31        | 0         |
| Zamora C. F.                    | España | Segunda División B | 1999-2000 | 26        | 0         |
| R. C. D. Mallorca "B"           | España | Segunda División B | 2000-2002 | 19        | 0         |
| R. S. Gimnástica de Torrelavega | España | Segunda División B | 2002-2003 | 27        | 2         |
| Zamora C. F.                    | España | Segunda División B | 2003-2007 | 426       | 2         |
| C. D. Puertollano               | España | Segunda División B | 2007-2008 | 36        | 0         |
| S. D. Ponferradina              | España | Segunda División B | 2008-2009 | 9         | 0         |
| Granada C. F.                   | España | Segunda División B | 2008-2009 | 18        | 1         |
| S. D. Ponferradina              | España | Segunda División B | 2009-2010 | 29        | 0         |
| S. D. Ponferradina              | España | Liga Adelante      | 2010-2011 | 21        | 0         |
| Real Oviedo                     | España | Segunda División B | 2011-2012 | 2         | 0         |